# Parnassia yiliangensis
Parnassia yiliangensis är en benvedsväxtart som beskrevs av Tsue Chih Ku. Parnassia yiliangensis ingår i släktet Parnassia och familjen Celastraceae. Inga underarter finns listade.